# カリブボクシング連盟
カリブボクシング連盟 (Caribbean Boxing Federation) は、世界ボクシング評議会 (WBC) 傘下のカリブ海地区の地域王座認定団体。略称はCABOFE。2002年に新設されたばかりのタイトル。

## 加盟国、加盟地域
アルバ島（オランダ領）、バハマ、バルバドス、ドミニカ国、ドミニカ共和国、グレナダ、ハイチ、ジャマイカ、プエルトリコ、マキラ島、セント・ルシア、トリニダード・トバゴ、ヴァージン諸島、ボネール島（オランダ領）、キュラソー島（オランダ領）、グアドループ島（フランス領）、マルティニーク島（フランス領）、サン・マルタン島（フランス領）